# Campionat continental d'escacs d'Amèrica
El campionat continental d'escacs d'Amèrica és un torneig d'escacs que es disputa per determinar el campió d'escacs del continent americà.

## Quadre d'honor
| #  | Any  | Ciutat      | Guanyador                           |
| -- | ---- | ----------- | ----------------------------------- |
| 1* | 1945 | Hollywood   | Samuel Reshevsky (USA)              |
| 2* | 1954 | Los Angeles | Arthur Bisguier (USA)               |
| 3* | 1958 | Bogotà      | Oscar Panno (ARG)                   |
| 4* | 1963 | L'Havana    | Eleazar Jiménez (CUB)               |
| 5* | 1966 | L'Havana    | Eleazar Jiménez (CUB)               |
| 6* | 1968 | Cárdenas    | Silvino Garcia Martinez (CUB)       |
| 7* | 1970 | L'Havana    | Eleazar Jiménez (CUB)               |
|    |      |             |                                     |
| 1  | 1974 | Winnipeg    | Walter Browne (USA)                 |
| 2  | 1977 | Santa Cruz  | Herman Claudius Van Riemsdijk (BRA) |
| 3  | 1981 | San Pedro   | Zenon Franco (PAR)                  |
| 4  | 1987 | La Paz      | Pablo Ricardi (ARG)                 |
| 5  | 1988 | L'Havana    | Juan Borges Mateos (CUB)            |
| 6  | ?    | ?           |                                     |
| 7  | ?    | ?           |                                     |
| 8  | 1998 | San Felipe  | Aleksandr Ivanov (USA)              |
El fins aleshores Campionat Pan Americà, el 2001 fou rebatejat com a Campionat Continental d'Amèrica. Els set millors jugadors del torneig es classificarien pel Campionat del món de la FIDE.
| #    | Any          | Ciutat                 | Guanyador |
| ---- | ------------ | ---------------------- | --------- |
| 2001 | Cali         | Alex Yermolinsky (USA) |           |
| 2003 | Buenos Aires | Alexander Goldin (USA) |           |
Des de 2005, aquest torneig es juga com a classificatori per a la Copa del món, una via al mateix temps per accedir al Campionat del món. El nombre de jugadors que són classificats varia segons l'edició. El 2005, els deu millors es varen classificar per a la Copa del Món d'escacs de 2005. El 2014 i el 2015 els quatre millors obtingueren el passaport per a la Copa del Món d'escacs de 2015.
| #  | Any     | Ciutat                     | Guanyador                           |
| -- | ------- | -------------------------- | ----------------------------------- |
| 1  | 2005    | Buenos Aires               | Lázaro Bruzón (CUB)                 |
| 2  | 2007    | Cali                       | Julio Granda (PER)                  |
| 3  | 2008    | Boca Raton                 | Jaan Ehlvest (USA)                  |
| 4  | 2009    | São Paulo                  | Alexander Shabalov (USA)            |
| 5  | 2010    | Cali                       | Sergio Andres Sanabria Rangel (COL) |
| 6  | 2011    | Toluca                     | Lázaro Bruzón (CUB)                 |
| 7  | 2012    | Mar del Plata              | Julio Granda (PER)                  |
| 8  | 2013    | Cochabamba                 | Julio Granda (PER)                  |
| 9  | 2014    | Natal, Rio Grande do Norte | Julio Granda (PER)                  |
| 10 | 2015    | Montevideo                 | Sandro Mareco (ARG)                 |
| 11 | 2016[1] | San Salvador               | Emilio Córdova Daza (PER)           |
| 12 | 2017    | Medellín                   | Samuel Sevian (USA)[2]              |